# Igor Netto
Igor Aleksandrovitch Netto (en russe : Игорь Александрович Нетто), né le 9 janvier 1930 à Moscou, et mort le 30 mars 1999 à Moscou, était un footballeur et entraîneur soviétique.
Il était réputé pour sa lecture exceptionnelle du jeu et la précision de ses passes. Disposant d'un tempérament de leader, il était le relais privilégié entre l'entraîneur et l'équipe positionné sur le terrain.

## Biographie

### Famille et jeunesse
Sa famille est originaire d'Estonie et d'Italie.
Son arrière-arrière grand père, qui habitait sur la péninsule italienne, s'installe en Estonie au cours du 18e siècle, afin de travailler comme jardinier. Lors de la Première Guerre mondiale, son père fait partie du régiment de tirailleurs lettons, qui se battent au côté des russes.
Au cours de son enfance, Igor Netto pratique activement le football, mais également le hockey sur glace. Il est recruté par la section football du Spartak en 1949, qui le positionne au poste de milieu gauche, et lui donne le numéro six. Il gardera pendant toute sa carrière, le même poste et le même numéro de maillot. 
Bien que recruté par la section football du Spartak, il joue également quelques matchs dans le championnat d'URSS de hockey, avec la section de hockey sur glace du Spartak.

### Carrière de joueur

#### En club
Igor Netto réalise l'intégralité de sa carrière au Spartak Moscou, où il joue pendant 18 saisons.
Il dispute avec cette équipe un total de 368 en première division soviétique, inscrivant 36 buts. Il inscrit six buts en championnat lors de la saison 1955, ce qui constitue sa meilleure performance.
Son palmarès est constitué de cinq titres de champion, et de quatre Coupes nationales.

#### En équipe nationale
Igor Netto reçoit 54 sélections en équipe d'URSS entre 1952 et 1965, inscrivant quatre buts.
Il joue son premier match en équipe d'URSS le 15 juillet 1952, contre la Bulgarie. Ce match gagné 1-2 à Kotka rentre dans le cadre des Jeux olympiques d'été de 1952. Il inscrit son premier but en équipe nationale le 16 septembre 1955 en amical contre l'équipe d'Inde, où les Soviétiques l'emportent sur le très large score de 11-1 à Moscou.
Il marque son deuxième but le 1er décembre 1956, contre l'Indonésie, lors des Jeux olympiques d'été de 1956 (victoire 0-4 à Melbourne). L'URSS remportera le tournoi olympique, en battant la Yougoslavie en finale.
Il inscrit son troisième but le 27 juillet 1957, contre la Finlande, lors des éliminatoires du mondial 1958 (victoire 2-1 à Moscou). Son dernier but est inscrit le 15 août de la même année, contre cette même équipe, où les joueurs soviétiques l'emportent très largement à Helsinki (0-10).
En 1958, il est retenu par le sélectionneur Gavriil Kachalin afin de participer à la phase finale de la Coupe du monde organisée en Suède. Lors de cette compétition, il ne joue qu'un seul match, contre le Brésil (défaite 2-0 à Göteborg). L'URSS s"incline en quart de finale face au pays organisateur.
Par la suite, en 1960, il dispute la phase finale du tout premier championnat d'Europe, organisé en France. Lors de cette compétition, il joue deux matchs, tout d'abord la demi-finale gagnée face à la Tchécoslovaquie (victoire 0-3 à Marseille), puis la finale remportée face à la Yougoslavie (victoire 2-1 à Paris). Auteur de brillantes prestations, il fait partie de l'équipe type du tournoi.
Il dispute ensuite la phase finale de la Coupe du monde 1962, qui se déroule au Chili. Il s'agit de sa dernière grande compétition disputée comme joueur. Lors de ce tournoi, il prend part à l'intégralité des matchs disputés par son équipe (quatre). L'URSS s'incline en quart de finale face au pays organisateur (défaite 2-1 à Arica). Il se fait remarquer lors de ce tournoi par son esprit sportif et son fair-play, après avoir demandé à l'arbitre d'invalider un but inscrit par Igor Tchislenko, l'un de ses coéquipiers (le ballon était entré dans le but par un trou situé à l’extérieur du filet).
Il reçoit sa dernière sélection le 16 mai 1965, lors d'un match nul et vierge face à l'Autriche, en amical.
A 51 reprises, il est capitaine de la sélection soviétique.

### Carrière d'entraîneur
Après avoir raccroché les crampons, il se lance dans une carrière d'entraîneur.
Il dirige un club chypriote, un club grec, ainsi que plusieurs équipes en URSS.
Il est également le sélectionneur de l'équipe d'Iran en 1970-1971.

## Statistiques
| Saison                | Club                  | Championnat           | Championnat | Championnat | Coupe(s) nationale(s) | Coupe(s) nationale(s) | Total | Total |
| Saison                | Club                  | Division              | M.          | B.          | M.                    | B.                    | M.    | B.    |
| 1949                  | Spartak Moscou        | D1                    | 8           | 1           | -                     | -                     | 8     | 1     |
| 1950                  | Spartak Moscou        | D1                    | 36          | 2           | 4                     | 0                     | 40    | 2     |
| 1951                  | Spartak Moscou        | D1                    | 25          | 2           | 5                     | 1                     | 30    | 3     |
| 1952                  | Spartak Moscou        | D1                    | 13          | 1           | 6                     | 0                     | 19    | 1     |
| 1953                  | Spartak Moscou        | D1                    | 21          | 1           | 2                     | 0                     | 23    | 1     |
| 1954                  | Spartak Moscou        | D1                    | 15          | 1           | 2                     | 0                     | 17    | 1     |
| 1955                  | Spartak Moscou        | D1                    | 21          | 6           | 2                     | 0                     | 23    | 6     |
| 1956                  | Spartak Moscou        | D1                    | 20          | 4           | -                     | -                     | 20    | 4     |
| 1957                  | Spartak Moscou        | D1                    | 20          | 1           | 4                     | 1                     | 24    | 2     |
| 1958                  | Spartak Moscou        | D1                    | 20          | 0           | 4                     | 1                     | 24    | 1     |
| 1959                  | Spartak Moscou        | D1                    | 22          | 4           | 1                     | 0                     | 23    | 4     |
| 1960                  | Spartak Moscou        | D1                    | 24          | 2           | -                     | -                     | 24    | 2     |
| 1961                  | Spartak Moscou        | D1                    | 23          | 3           | 1                     | 0                     | 24    | 3     |
| 1962                  | Spartak Moscou        | D1                    | 23          | 1           | -                     | -                     | 23    | 1     |
| 1963                  | Spartak Moscou        | D1                    | 37          | 4           | 5                     | 0                     | 42    | 4     |
| 1964                  | Spartak Moscou        | D1                    | 32          | 3           | 3                     | 1                     | 35    | 4     |
| 1965                  | Spartak Moscou        | D1                    | 4           | 0           | -                     | -                     | 4     | 0     |
| 1966                  | Spartak Moscou        | D1                    | 4           | 0           | -                     | -                     | 4     | 0     |
| Total sur la carrière | Total sur la carrière | Total sur la carrière | 368         | 36          | 39                    | 4                     | 407   | 40    |

## Palmarès de joueur
Union soviétique
- Champion d'Europe en 1960 avec l'équipe d'Union soviétique
- Champion olympique en 1956 avec l'équipe d'Union soviétique

 Spartak Moscou
- Champion d'URSS en 1952, 1953, 1956, 1958 et 1962
- Vice-champion d'URSS en 1954, 1955 et 1963
- Vainqueur de la Coupe d'URSS en 1950, 1958, 1963 et 1965
- Finaliste de la Coupe d'URSS en 1952 et 1957

## Distinctions personnelles
- Figure dans l'équipe type de l'Euro 1960
- Récipiendaire de l'Ordre de Lénine en 1957
- Récipiendaire de l'Ordre de l'Amitié des Peuples